# 印多尔土邦
印多尔土邦（Indore State）是印度历史上的一个土邦，为马拉塔人的土邦，位於今日中央邦一带。又称霍尔卡土邦（Holkar State），以其统治者出自霍尔卡家族而得名。首都印多尔。
印多尔土邦曾是马拉塔联盟中盟主地位的重要竞争者之一，其统治者信奉印度教，持有玛哈拉贾的头衔。在第三次英国-马拉塔战争后，印多尔于1818年1月6日成为英国的保护国。1947年印巴分治后，印多尔末代大君Yashwant Rao Holkar II于决定加入印度。1950年1月1日，印多尔正式并入印度成為中央邦的一部分。